# Христо Ботев
Ботев пренасочва насам.  За други значения вижте Ботев (пояснение).
Хрѝсто Бо̀тьов Петко̀в, известен като Хрѝсто Бо̀тев, е български революционер, поет и публицист. Смятан е за национален герой и един от най-видните българи на Възрожденския период.

## Биография

### Детство
Роден е на 6 януари 1848 година (25 декември 1847 година стар стил) в Калофер, в семейството на даскал Ботьо Петков (1815 – 1869) и Иванка Ботева (1823 – 1911). Съществуват и други хипотези за родното му място, които днес се отхвърлят от изследователите – че той е „из Карлово“, както пише в едно официално писмо на Найден Геров, или че е роден в село Осен, както споменава самият Ботев в статията си „Примери от турското правосъдие“.
Бащата на Ботев, Ботьо Петков, е учител, книжовник и обществен деец, който учи в Одеса, съставя и превежда учебници, а майка му е от скромно калоферско семейство. Освен Христо Ботев, двамата имат още осем деца: Ана (1850 – 1867), Петко (1852 – 1872), Стефан (1854 – 1890), Кирил (1856 – 1944), Тота (1859 – 1864), Генко (1861 – 1863), Генко (1863 – 1866) и Боян (1866 – 1885).
Според някои източници Христо Ботев е роден в стая на калоферското училище, в която живеят родителите му. Малко по-късно в Калофер е построено ново училище и семейството наема къща на Генко Филов, в която Ботев прекарва първите няколко години от живота си. Тази къща е унищожена по време на Руско-турската война, но през 1940-те години е възстановена и превърната в Национален музей „Христо Ботев“.
През 1854 година Ботьо Петков не успява да се споразумее с калоферската община за заплащането си и се премества в Карлово. Там семейството живее в къщата на майка му в Табашката махала, а Христо Ботев тръгва на училище, като негов учител е баща му. През 1858 година Ботьо Петков обвинява управата на карловската община, че се опитва да си присвои пари, завещани за училището, след което се връща в Калофер. Общината се опитва неуспешно да го настани в къща на живеещия в Цариград търговец Христо Тъпчилещов, след което семейството се настанява в къща на хаджи Нестор. След връщането им в Калофер Христо Ботев постъпва в местното трикласно училище, където преподава баща му.

### В Одеса и връщане в Калофер
Още от 1857 година Ботьо Петков се опитва да изпрати сина си да учи в Русия с помощта на Найден Геров, негов познат от Одеса, който е станал известен просветен деец и руски вицеконсул в Пловдив. Това се осъществява едва през есента на 1863 година, когато Христо Ботев получава стипендия от руското правителство и заминава през Пловдив и Цариград за Одеса, където пристига на 14 ноември.
В Одеса Христо Ботев се свързва с Одеско българско настоятелство, до което има препоръчително писмо от Найден Геров, и неговия член Никола Тошков, заможен търговец, роден в Калофер и познат на баща му. Той постъпва във Втора гимназия като „волнослушател“, тъй като не е достатъчно добре подготвен за редовен ученик, и се настанява в нейния пансион, където по това време живеят още десетина български ученици.
Още с постъпването си в гимназията Ботев трудно се вписва в учебната дейност – той непрекъснато се оплаква от строгата дисциплина, налагането на която включва и физически наказания, но в същото време често отсъства от занятия, участва в сбивания със съученици и се отнася високомерно към повечето си учители. През 1864 година той напуска училищния пансион и започва да живее самостоятелно в различни квартири. Въпреки настоятелните писма на баща му и опитите на Никола Тошков да му повлияе, той занемарява училището и с ексцентричното си поведение отблъсква българската общност в Одеса, като мнозина нейни представители ограничават контактите си с него.
Макар че не посещава често училището, Ботев прекарва дълго време в различни библиотеки, най-вече в Българската библиотека „Юрий Венелин“, която се помещава в дома на Тошков. Чете главно руски автори, като е особено впечатлен от Николай Чернишевски и Иван Тургенев. Запознава се с филолога Виктор Григорович, на когото помага с руски преводи на български народни песни. Според неговия съученик Киро Тулешков, още през лятото на 1864 година Ботев работи върху своето стихотворение „Майце си“, консултирайки се с Григорович, и дори по това време го изпраща на Петко Славейков в Цариград. Достоверността на това сведение не е изяснена, тъй като стихотворението е публикувано от Славейков едва няколко години по-късно.
През септември 1865 година става ясно, че Ботев не може да премине в трети клас на гимназията и е изключен, поради „немарливост“, а стипендията му е прекратена, като получава еднократна сума, с която да се прибере в България. Въпреки това той остава в Одеса, издържайки се като дава частни уроци, и поддържа близки контакти с полската общност в града. Със съдействието на Григорович, вече ръководител на катедрата по славянски филологии, Ботев дори се записва като „волнослушател“ в Историко-филологическия факултет на Императорския новорусийски университет.
През 1866 година Христо Ботев е назначен за учител в Задунаево, българско село в руската част на Южна Бесарабия, където пристига през септември. Той прекарва там няколко месеца, но в началото на следващата година получава известие, че баща му е тежко болен, и решава да се върне у дома. Пътува с кораб, вероятно от Одеса до Бургас, и оттам през Сливен стига до Калофер в началото на април 1867 година.
След пристигането си в Калофер Ботев замества болния си баща, като поема част от часовете му в училището. По това време, на 15 април, във вестник „Гайда“, издаван от Петко Славейков в Цариград, за пръв път е публикувано стихотворение на Христо Ботев – „Майце си“. То е отпечатано без посочен автор и изглежда познатите му не разбират, че стихотворението е негово. При отбелязването на Деня на свети Кирил и Методий на 11 май Ботев държи импровизирана реч, в която критикува умереността на националното движение, насочено по това време главно към създаването на самостоятелна църква. Речта предизвиква опасения от ответни действия на полицията, но до такива не се стига.
По време на престоя си в Калофер Ботев често се среща с Парашкева Шушулова, учителка в местното девическо училище, която се смята за най-вероятния прототип на любимата от стихотворенията „До моето първо либе“, „На прощаване“ и „Ней“. Друга хипотеза е, че това е неговата втора братовчедка Мина Горанова, с която той може би контактува и по-късно в Румъния.
През лятото на 1867 година здравето на Ботьо Петков се подобрява, а и става ясно, че синът му не се справя с учителската работа, и той успява да издейства от Виктор Григорович възстановяването на стипендията на Христо, така че той да довърши образованието си. Баща му дава известна сума и го изпраща отново за Цариград и Одеса, но без да извести семейството си Христо Ботев се отклонява от пътя и през септември пристига в Румъния. Някои от ранните биографи на Ботев твърдят, че преминавайки през Сливен, той се среща с Михаил Чайковски, но за това няма преки доказателства.

### Емигрант в Румъния
В края на септември 1867 година Христо Ботев пристига в румънския град Гюргево, където скоро се свързва с българските хъшове – сред тях е Хаджи Димитър и доста участници в организираните през същата година чети на Панайот Хитов и Филип Тотю. Когато става известно, че е починал видният деец на революционното движение Георги Раковски, цялата група заминава за Букурещ, където участва в неговото погребение на 12 октомври. Останал без средства, Ботев се обръща към Георги Атанасович от букурещката българска организация Добродетелна дружина, който му осигурява финансова помощ, за да продължи пътуването си към Одеса.
Ботев заминава за Одеса, но така и не стига дотам, спирайки през декември в Браила. По-късно той се оплаква, че българи в Браила му обещават стипендия, с която да отиде да следва в Прага, но това така и не се осъществява. В Браила започва работа като словослагател при калофереца Димитър Паничков, собственик на печатница, в която се печата и вестник „Дунавска зора“ на живеещия по това време в града Добри Войников. През януари 1868 година в този вестник излиза второто публикувано стихотворение на Ботев – „Към брата си“. По това време той съобщава във вестника за намерението си да издаде книга със свои стихове и проза, но то не се осъществява и не е изяснено какво би включвал този сборник.
В началото на 1868 година в Браила се намират много хъшове, готвещи се да преминат през лятото в България в няколко чети – това наистина се осъществява от четата на Хаджи Димитър и Стефан Караджа. Самият Христо Ботев се записва в четата на Желю войвода, на която е определен за писар, като тогава пише стихотворението „На прощаване“. През пролетта Ботев играе в организираните от Войников театрални постановки, но след като участва в сбиване с група турци в градския парк, през следващите месеци се укрива от полицията в печатницата на Паничков. През юни той изглежда пътува с Желю войвода до Одеса в търсене на пари за въоръжаване на четата, но след връщането им Желю войвода е задържан от румънските власти и четата така и не преминава в България.
През септември 1868 година Ботев отива в Букурещ с любителската театрална трупа на Добри Войников и решава да остане там, за да избегне издирването от полицията в Браила. Намерението му е да си намери работа като учител, но това се оказва невъзможно, поради лошото му познаване на румънския език. Записва се в букурещкото медицинско училище, но през октомври го напуска. Останал без никакви средства, той изпада в отчаяно положение и решава да се върне в България, за да стане учител там, но няма пари за пътуването.
Чрез Найден Геров, Ботев се свързва с букурещкия български търговец Христо Георгиев, който му оказва ограничена помощ, но също смята, че е негоден за друга работа, освен учителската. Според Киро Тулешков през ноември и началото на декември той живее в изоставена вятърна мелница, заедно с Васил Левски. През януари получава разрешение от румънското министерство на просветата да основе българско училище в Букурещ, но не успява да намери средства за този проект.
През февруари 1869 година със съдействието на Христо Георгиев Ботев е назначен за учител по български език в Александрия, но малко по-късно е уволнен, след като влиза в конфликт със заможни българи от града, които обвинява в липса на патриотизъм. Той остава в Александрия до август, когато получава назначение като учител в град Измаил в румънската част на Южна Бесарабия. По това време в Калофер умира баща му, оставяйки многодетното си семейство с ограничени средства.
В Измаил Ботев е учител по български език в румънското държавно училище. Докато живее в Измаил Ботев сътрудничи на няколко български вестника в Букурещ – сатиричния „Тъпан“ и издавания от Любен Каравелов „Свобода“, където през лятото на 1870 година публикува редактирани варианти на „Майце си“ и „Към брата си“, както и новите стихотворения „Елегия“ и посветеното на Каравелов „Делба“. В Измаил Ботев поддържа контакти с нелегални организации на руски политически емигранти. Той страда и от периодични пристъпи на малария.
През пролетта на 1871 година общината на Измаил решава да прекрати преподаването на български език в училището и спира заплатата на Христо Ботев. Според Киро Тулешков това става в навечерието на Деня на свети Кирил и Методий, като Ботев за компенсация на неизплатената му половингодишна заплата открадва пари, събрани за отбелязване на празника. Тази теза се поддържа и от З. Стоянов в „Хр. Ботйов – опит за биография“. Величко Попов, обаче счита че Ботев е в Галац още през март.

### Журналист и издател
След кратък престой в Галац, в края на май 1871 година Христо Ботев се премества в Браила (според З. Стоянов, от Измаил той отива направо в Браила). Тук, със съдействието на Димитър Паничков, той започва да издава вестник „Дума на българските емигранти“, който трябва да замени закритите малко преди това български емигрантски вестници „Свобода“ и „Дунавска зора“. Вестникът излиза в само пет броя, като основната част от съдържанието им е писана от самия Ботев. В тях излизат някои от основните му публицистични работи: „Наместо програма“, „Примери от турското правосъдие“, „Народът – вчера, днес и утре“, „Смешен плач“, „Петрошан“, „Решен ли е черковният въпрос?“. В „Дума“ за пръв път са публикувани и няколко негови стихотворения – „До моето първо либе“, посветеното на Мария Горанова „Пристанала“ и посветеното на нейния брат Б. Горанов „Борба“.
През лятото на 1871 година Ботев боледува тежко и продължително от тиф, а в края на юли двамата с Паничков са принудени да прекратят издаването на „Дума“ поради липса на средства. През септември издава брошура с остри нападки срещу Българското книжовно дружество (днес Българска академия на науките) и лично срещу неговия деловодител Васил Стоянов. Те са повторени месец по-късно на годишното събрание на Дружеството, където Ботев и Добри Войников присъстват като делегати на българската община в Галац.
Сведенията за живота на Христо Ботев в края на 1871 и първата половина на 1872 година са оскъдни. По това време той поддържа активни контакти с руски социалисти, като Николай Мелетин и Соня Рубинщайн, сестра на известния пианист Антон Рубинщайн. В края на 1871 година Ботев и Мелетин се опитват да изнудват за пари заможен браилски българин, но са разкрити от полицията и заминават за Галац. В Галац двамата, заедно с други съучастници, правят няколко обира на различни търговци и дори се опитват да фалшифицират пари.
По това време, през февруари 1872 година, Ботев публикува в „Свобода“ стихотворението „Странник“. През пролетта, по донос на руския консул в Галац, е арестуван Мелетин, а през април и Христо Ботев. В жилището му е открита руска анархистка литература, обвинен е в разпространение на радикални политически идеи и е изпратен в затвора във Фокшани. Той остава там няколко месеца, след което е освободен и през юли или август 1872 година пристига в Букурещ. Според Киро Тулешков освобождаването от затвора става след писмена гаранция от Любен Каравелов и Димитър Ценович, изпратена по настояване на Васил Левски.
В Букурещ Ботев се настанява в стая на тавана на печатницата на Каравелов, в която живее заедно с Киро Тулешков. Той започва работа като коректор на издавания от Каравелов вестник „Свобода“, преименуван малко по-късно на „Независимост“, а през пролетта на 1873 година ръководи издаването на замисления от Каравелов сатиричен вестник „Будилник“. В него излизат някои от известните му фейлетони, като „O, tempora! O, mores!“ и „Това ви чака!“, както и стихотворенията „Защо не съм...?“, „Гергьовден“ и „Патриот“. През този период той превежда руски учебник по аритметика, но вмъква в него политически коментари и книгата е унищожена, след като е отпечатана в Пловдив.
През втората половина на 1873 година Христо Ботев публикува в „Независимост“ някои от най-известните си стихотворения: „Хаджи Димитър“ (на 11 август, по повод петата годишнина от смъртта на Хаджи Димитър), „В механата“, „Моята молитва“ и „Зададе се облак тъмен“. След ноември 1873 година Ботев не публикува нова поезия в продължение на близо две години. По това време по поръчка на Каравелов Ботев превежда книгата „Източният въпрос и България“ на офицера от руските тайни служби Иван Липранди. Към края на годината той изглежда взима при себе си по-малкия си брат Стефан.
През пролетта на 1874 година Ботев получава работа като учител в българското училище в Букурещ. То се помещава в част от жилището на местния български епископ Панарет Рашев и Ботев отива да живее там, напускайки печатницата на Каравелов. Там той се запознава с бъдещата си съпруга Венета Везирева, племенница на епископа. Въпреки многобройните свидетелства за лични конфликти с Каравелов, и след назначаването си за учител Ботев продължава да сътрудничи активно на вестник „Независимост“, където започват да излизат негови статии и фейлетони.

### Последни години

#### Участие в БРЦК
През лятото на 1874 година Христо Ботев се включва активно в работата на Българския революционен централен комитет (БРЦК) и участва в неговото общо събрание на 20 – 21 август, проведено в печатницата на Каравелов. На събранието той е избран за един от петимата членове на комитета, заедно с Каравелов, Киряк Цанков, Г. Панов и Тодор Пеев, а след това става и негов секретар.
През есента на 1874 година Ботев завършва превода на книгата „За славянския произход на дунавските българи“ на руския историк Дмитрий Иловайски. По-рано през същата година Иловайски се среща с Каравелов и Ботев и ги призовава да спрат с критиките си срещу Русия, тъй като руското правителство планира война срещу Османската империя, която да освободи България. През октомври Любен Каравелов се отказва от издаването на вестник „Независимост“, но оставя на Ботев издаването на нов вестник на БРЦК – така през декември започва да излиза вестник „Знаме“.
Заемайки се с издаването на „Знаме“, Ботев напуска работата си като учител, а мястото му е заето от брат му Стефан. По това време с тях вече живее и брат им Кирил. В началото на 1875 година в Букурещ пристига и майка им Иванка с най-малкия си син Боян, след като синът ѝ Петко, парализиран през голяма част от живота си, умира. Иванка Ботева започва работа в дома на Евлоги Георгиев, който е неин родственик.
През поради множество причини март 1875 година Каравелов и Ботев влизат в публичен конфликт, като Каравелов конфискува за дългове последния брой на „Знаме“. Причините са многобройни – Ботев обвинява Каравелов в страхливост; Панайот Хитов обвинява пред Ботев, Каравелов че взима парите от сърбите; властната Наталия Каравелова също изпокарва двамата съмишленици. Двамата си отправят взаимни нападки в печата и в кореспонденцията си, като предизвикват вълнения сред българската емиграция и поставят под съмнение ефективността на БРЦК. През юни 1875 година Ботев успява да купи своя печатница, използвана по-рано за издаването на вестник „Отечество“, и продължава да издава „Знаме“. През 1875 година Ботев поръчва на Бенковски да екзекутира разобличеният като сръбски агент Каравелов и да прибере революционните книжа. Бенковски обаче се разколебава и намира соломоновско решение. Той успява да го сплаши и да прибера архива на БРЦК без да се стига до убийство.
За закупуването на печатницата Ботев получава финансова помощ от Венета Везирева, за която през юли същата година се жени, като техен кум става лекарят Георги Странски. Това става против волята на нейния вуйчо, епископ Панарет Рашев, а бракът им е граждански, тъй като Венета Везирева преди това е женена за заможен търновски търговец. От първия си брак тя има един син, Димитър, десетгодишен по това време, който отива да живее с майка си и с Христо Ботев.
През лятото на 1875 година Любен Каравелов, който заема все по-умерени позиции, е отстранен от БРЦК с активното съдействие на Ботев, Стефан Стамболов и дошлите от Белград Иван Драсов и Панайот Хитов. На 12 август е проведено общо събрание, което избира нов състав на комитета, като председател става Димитър Ценович, а Ботев е подпредседател. Взето е решение за организиране на въстание в най-кратък срок, за да се използва кризата в Османската империя в резултат на Херцеговското въстание. Ботев е изпратен от комитета в Русия, за да събере пари и оръжие и да организира набирането на доброволци за въстанието сред местните българи.
Ботев посещава Браила, откъдето заминава на 20 август за Кишинев, Одеса и Николаев. Влиза в контакт с Кишиневското българско общество и организира в Кишинев група, която трябва да се включи в бъдещото въстание, като към нея са привлечени е офицери от български произход. Подобни групи са създадени също в Одеса и Николаев, но изглежда по-видните българи се отнасят скептично към мисията на Ботев, тъй като руското правителство е против въстание в България.
Ботев успява да убеди намиращия се в Одеса Филип Тотю да замине за Румъния, където трябва да оглави чета от местни доброволци. Христо Ботев напуска Одеса на 3 септември, а пристига в Румъния на 30 септември. Съществуват предположения, че междувременно посещава Цариград, но за това няма сигурни свидетелства.
След завръщането на Христо Ботев в Букурещ сред българската общност се появяват слухове за присвоени от него обществени средства. На 30 септември той напуска БРЦК и не участва в неговата дейност непосредствено след провала на Старозагорското въстание. Междувременно в Букурещ пристигат неговата майка и най-малкият му брат, а издаването на вестник „Знаме“ е прекратено. По тази причина той отваря в дома си книжарница, а братята му започват да обикалят Румъния и Бесарабия, за да продават преводните му книги, както и единствената му издадена приживе стихосбирка (включваща и четири стихотворения от Стамболов) „Песни и стихотворения от Ботьова и Стамболова“ (единственото неиздавано стихотворение на Ботев, включено в нея е, „Ней“). През октомври той отпечатва и „Стенен календар за 1876 година“ със стихотворението „Обесването на Васил Левски“.

#### Ботевата чета
И след напускането на БРЦК Христо Ботев продължава да поддържа частни контакти с някои революционни дейци, като Стефан Стамболов и Стоян Заимов. Междувременно БРЦК не успява да осъществи плановете си за прехвърляне на чети в България и през есента на 1875 година дейността му замира. Към края на годината в Гюргево е създадена нова група, Гюргевски революционен комитет, включваща Стамболов и Заимов, която се заема с подготовката на бъдещото Априлско въстание, като умишлено изолира от дейността си повечето дейци на БРЦК, включително и Ботев.
В началото на 1876 година Ботев получава виза за пътуване до Белград и Триест и според някои свидетелства през февруари действително посещава Белград, но не е ясно дали се среща с намиращия се там Панайот Хитов. В началото на март получава и руска виза, но не е сигурно, че действително е пътувал до Русия.
Плановете на Гюргевския комитет за въстание предвиждат активна работа във вътрешността на България, която е разделена на четири революционни окръга, и организирането в Румъния на няколко чети, които да преминат границата и да подпомогнат въстаниците. От началото на 1876 година дейци на комитета активно подготвят тези чети, набирайки хора, пари и оръжие. През април става ясно, че Панайот Хитов няма да оглави четата, предвидена за Врачанския окръг. Врачанските апостоли Никола Обретенов и Георги Апостолов се срещат с Ботев и той им предлага сам да оглави четата. Тази среща става ден, след като на 13 април се ражда дъщерята на Христо Ботев и Венета – Иванка.
На 20 април Ботев заминава за Кишинев и Одеса, за да търси доброволци за четата (сред тях е бъдещият подвойвода на Ботевата чета, току-що завършилият военно училище Никола Войновски), като успява да получи и известни парични дарения. Той се връща в Букурещ на 1 май – междувременно въстанието в Копривщица е започнало и апостолите във Врачанско искат четата да замине по-рано от планираната дата 11 май. Взето е решение това да стане на 5 май. Към четата на Ботев се присъединява и друга значителна и добре финансирана и въоръжена група, подготвяна за преминаване в България от Българското човеколюбиво настоятелство, ръководено от Киряк Цанков. В оставащите до заминаването дни Ботев издава и единствения брой на своя последен вестник „Нова България“.
Решението за преминаване на четата в България на 5 май не се осъществява, поради различни логистични затруднения, най-вече в снабдяването с оръжие. Планът за самото преминаване предвижда отвличането на параход, което да предизвика значителен международен отзвук. Участниците в четата са разпръснати в различни дунавски градове, за да не привличат внимание. Въпреки това действията им са известни както на османските, така и на румънските власти, които обаче не се намесват. Самият Ботев пристига от Букурещ в Гюргево на 13 май, а на 16 май се качва заедно с част от четата на австро-унгарския кораб „Радецки“.
„Радецки“ пътува нагоре по течението на Дунав, спирайки на няколко румънски пристанища, където на кораба се качват участници в четата – Зимнич, Турну Мъгуреле, Корабия, Бекет. Според някои сведения, на сутринта на 17 май Ботев получава в Оряхово писмо от главния апостол на Врачански окръг Стоян Заимов, според което прехвърлянето на четата в България след разгрома на въстанието в Панагюрско е безсмислено и тя трябва да продължи към Сърбия, но Ботев отказва да се съобрази с тези указания. По обяд на същия ден той принуждава капитана Дагоберт Енглендер да спре на десния бряг на реката край село Козлодуй, където четниците слизат от кораба.
От Козлодуй четата на Ботев се отправя към Враца, центъра на революционния окръг, минавайки през селата Бутан и Борован, но никой от тамошните българи не се присъединява към четниците, въпреки предварителните очаквания. Четата влиза в спорадични престрелки с местни черкези, но без съществени последствия. Едва в ранната сутрин на 18 май край село Баница, на около 20 километра от Враца, четата влиза в по-сериозно сражение с голяма група черкези, след което се оттегля на височината Милин камък.
През целия ден на 18 май Ботевата чета се отбранява на Милин камък от около 200 – 300 черкези и друг башибозук. Те се надяват на помощ от Враца, където очакват да започне въстание, но това не става. Вместо това към Милин камък са изпратени части на редовната османска армия и около 30 от четниците са убити или ранени. Останалите използват нощта, за да се оттеглят на юг към Врачанската планина. На 19 май във Враца са въведени значителни османски войски и възможността за въстание в града е пресечена, а Ботевата чета се насочва към вътрешността на Стара планина.
Към полунощ срещу 20 май четата достига местността Вола, където се установява, за да пренощува, но скоро е открита от черкези и башибозук и започва сражение, към което по-късно се присъединява и редовна османска войска с две оръдия. То продължава през целия ден, като четата претърпява тежки загуби и остава почти без муниции.

#### Ботевата смърт
Вечерта на 20 май (1 юни нов стил) след като сражението е затихнало, куршум пронизва Ботев и той умира на място. Точното място на смъртта и въпросът за убиеца на Ботев са предмет на продължителни спорове, но днес преобладава мнението, че това става в подножието на връх Камарата в Стара планина. Съществуват две основни версии за смъртта му. Първата, която е широко застъпена в популярната историография е, че е застрелян от османски снайперист, а втората, която рядко се коментира сред историците (но напоследък добива популярност сред общественото мнение) и е основана на становища на вещи лица и анализатори е, че е убит при заговор от свои четници. Известно е, че след стъпването на дунавския бряг Ботев има няколко големи скандала с Апостолов и Никола Обретенов – най-вече в смисъл, че са го подвели, за готовността на народа да се вдигне на бунт. Според експертни заключения, съобразени с разстоянието от което е стреляно, светлината по това време на денонощието, релефа на местността и характеристиките на оръжието което е използвано по онова време от редовната армия, излиза че първата версия е малко вероятна. След смъртта на Ботев тялото му е оставено непогребано, а след откриването му на следващия ден главата му е отрязана от османците и е изложена на площада във Враца, който днес носи неговото име.

## Убеждения и идеология
Като национален революционер Ботев е продължител на делото на Георги Раковски и Васил Левски. Единственото радикално средство за разрешаване на националния въпрос той вижда само в революцията. Ботев ратува и за балканска федерация като средство, което би съдействало за разрешаване на националния въпрос на Балканите. Интернационалист по убеждения, Ботев защитава правото на българския народ за самоосъзнаване и самоуправление, обявява се за радикалната революционна борба за сметка на „просветителната“ идеология, против експлоатацията на по-слабите в социално отношение от страна на по-силните.
Идеите на Ботев са близки до анархизма. Той не признава никакви господари били те чорбаджии, попове, турци или дори представители на руската имперска политика. Според З. Стоянов Ботев не се вписва нито в Одеската гимназия, нито в Букурещкото медицинско училище, защото там имало строги правила и ред. Същевременно той познава лично редица руски, украински и полски революционери (и интелигенти-нихилисти и анархисти) от своето време. Приятел е с известния руски революционер народник Русел Судзиловски, когото Ботев кани като лекар в четата. Също така е близък с Христо Дембецки, Грималди Флореску, Теофан Радионов, Сергей Нечаев, Николай Меделин, Николае Георгеску и пр. Чете Хърбърт Спенсър, Чарлз Дарвин, Карл Маркс, Михаил Бакунин, Пиер-Жозеф Прудон и др.
В писмо до Иван Драсов от 12 април 1875 Ботев пише, че е получил предложение от руските революционери от Цюрих за общите действия и размяна на литература. През 1869 през юли се запознава с руския анархист Сергей Нечаев, чието бягство от руския царизъм е подпомогнато от Ботев. През 1872 г. Нечаев пише „Катехизис на революционера“ и букурещката полиция арестува Ботев, заради това че го разпространява.
Ботев е енергичен защитник на Парижката комуна през пролетта на 1871 година, въпреки че дейци на националното движение като Петко Славейков я осъждат. Според Велико Попов по това време той пише манифеста „Символ-верую на българската комуна“, но този документ е известен само от препис на самия Попов и съвременни изследователи като Илия Тодоров оспорват авторството на Ботев.
В новини, поместени в редактирания от Ботев вестник „Знаме“, са изразени и остри позиции срещу Руската империя в контекста на проблемите на сънародниците ни в руската част на Бесарабия, където те са подложени на етническо прочистване:
| „                                           | Россия, тая мнима защитница на славянството, тя употрѣблява още по-радикални срѣдства, за да истрие отъ лицето на земята бѫлгарските колонии. Тя отне земите на колонистите, подложи ни съ сичката своя нѣмска строгость и подлость подъ законътъ на „общата повинностъ“ и, когато ние пожелахме да оставимъ пепелищата на ногайските татаре, които трудолюбивата бѫлгарска рѫка преобѫрна на рай, и да са върнемъ въ своето старо отечество, испроводи нѣколко черни бѫлгарски души за да ни отвѫрнатъ отъ това намѣрение. Но това, което не можиха да направтъ устата на продадените блюдолизци, направиха казаците съ своите сулици и камшици и съ копитата на своите коне, направи правителството съ своите темници, съ своятъ Сибиръ и съ своите 25 по гѫрбътъ. Вие нѣма да повѣрвате, ако ви кажа, че въ едно село (?) казаците извѫрзаха сичките старци, мѫже и ергене и, като ги испроводиха „куда Макаръ телятъ не голялъ“, не оставиха ни една жена необезчестена, ни една мома неразвалена и ни едно дѣте неизнасиловано. Тие испокрадоха имането и покѫщнината на селѣните, испоклаха имъ птиците и добитакътъ и сичкото това премина ненаказанно отъ страната на правителството. На мѣста даже и крѫвь са пролѣя! Кажете ми ми послѣ това не ще ли нашиятъ народъ да заеме мѣстото на евреите въ Европа? | “ |
| в. „Знаме“, г. I, бр. 13 от 4 април 1875 г. | |   |

Ботев споделя ясно изразени анархистки идеи:
| „                                         | Само разумниятъ и братскиятъ сѫюз между народите е въ сѫстояние да унищожи тѣглилата, сиромашията и паразитите на човѣческиятъ родъ и само тоя сѫюзъ е въ сѫстояние да вѫдвори истинна свобода, братство, равенство и щастие на земното кълбо. … Чомагите и байонетите показаха, че законътъ е напечатанъ само за робовете и ние имаме пѫлно право да кажемъ заедно съ Прудона, че сѣко едно правителство, е заговоръ, сѫзаклятие противъ свободата на човечеството. | “ |
| в. „Знаме“, г. I, бр. 14 от 2 май 1875 г. | |   |

## Произведения
Литературното и публицистично наследство на Ботев не е голямо по обем, но по своите художествени достойнства то бележи върха не само във възрожденската, но и изобщо в цялостното развитие на българската литература.

### Стихотворения
- „Майце си“ (1867, текст)
- „Към брата си“ (1868, текст)
- „На прощаване“ (1868, текст)
- „Елегия“ (1870, текст)
- „Делба“ (1870, текст)
- „До моето първо либе“ (1871, текст)
- „Хайдути“ (Баща и син), (1871, текст)
- „Пристанала“ (1871, текст)
- „Борба“ (1871, текст)
- „Странник“ (1872, текст)
- „Гергьовден“ (1873, текст)
- „Патриот“ (1873, текст)
- „Хаджи Димитър“ (1873, текст)
- „В механата“ (1873, текст)
- „Моята молитва“ (1873, текст)
- „Зададе се облак темен“ (1873, текст)
- „Защо не съм...?“ (1873, текст)
- „Послание“ (На св. Търновски), (1873, текст)
- „Ней“ (1875, текст)
- „Обесването на Васил Левски“ (1876, текст)

### Публицистика
- „Символ-верую на българската комуна“[70] (авторството на Ботев е спорно[71]), (1871, 20 април)
- „Смешен плач“[72] (1871)
- „Примери от турското правосъдие“
- „Наместо програма“[73] (1871)
- „Народът. Вчера, днес и утре“[74] (1871)
- „Петрушан“
- „Решен ли е черковният въпрос?“ (текст)
- „Задачата на в. „Знаме“ (текст)
- „Източният въпрос лежи на плещите на българския народ“ (текст)

### Други
- Художествена проза, фейлетони, кратки сатирични форми
- Вестник „Дума на българските емигранти“, 1871
- Други творби
- Вестник „Знаме“ 1874 – 1875

## Памет
Неговото име носят:
- Ботевград
- Най-високият връх на Стара планина
- Нос Ботев и връх Ботев на остров Ливингстън, Южни Шетландски острови
- Улици и булеварди в почти всички български селища, сред които булевард „Христо Ботев“ в София (Карта)
- Улици и булеварди в много румънски селища
- Многобройни училища и читалища
- Футболни клубове в Пловдив, Враца, Ихтиман, Гълъбово, Козлодуй, Болярово, Нови пазар, Луковит и др.
- Футболни стадиони
- Втората програма на Българското национално радио
- Астероид 225238 Христо Ботев, открит от български астрономи

Христо Ботев е изобразен на гърба на банкнотата от 5000 лева, емисия 1924 г., която е в обращение от октомври 1924 г. до 1925 г.
На Ботев са посветени много паметници в България – във Враца, Калофер, и др., както и в чужбина. Паметникът на връх Околчица увековечава подвига на Ботевата чета. На километър 65 от магистрала Москва – Киев („Киевское шоссе“ в Русия) стои паметник-мемориал, състоящ от 2 части с цитат на Христо Ботев.

### Музеи на Ботев:
- Национален музей „Христо Ботев“ в Калофер
- Национален музей „Параход Радецки“
- Костница на Ботевите четници, с. Скравена

От 1901 г. всяка година на 2 юни се отбелязва Денят на Христо Ботев и на загиналите за свободата и независимостта на България с вой на сирени и едноминутно мълчание.